# Bleekdijlangoer
De bleekdijlangoer (Presbytis siamensis)  is een zoogdier uit de familie van de apen van de Oude Wereld (Cercopithecidae). De wetenschappelijke naam van de soort werd voor het eerst geldig gepubliceerd door Müller & Schlegel in 1841.

## Voorkomen
De soort komt voor op het Maleisisch schiereiland (Thailand en Maleisië) en op het Indonesische eiland Sumatra en de Indonesische Riau-archipel.